# Mormuga
Mormuga is een geslacht van hooiwagens uit de familie Assamiidae.
De wetenschappelijke naam Mormuga is voor het eerst geldig gepubliceerd door Roewer in 1927. 

## Soorten
Mormuga is monotypisch en omvat slechts de volgende soort:
- Mormuga uncifrons